# Bombyliomyia gabana
Bombyliomyia gabana là một loài ruồi trong họ Tachinidae.